# Székul
Székul (Szekul, Szék, románul: Secu, korábban Secul, németül: Sekul) falu Romániában, a Bánátban, Krassó-Szörény megyében.

## Fekvése
Resicabányától délkeletre, a Szemenik-hegység nyugati részén fekszik. Tőle északkeletre, a Székuli-víztározónál terül el az azonos nevű turisztikai központ, amely a legkönnyebben Resicabányáról, a Berzava völgyében közelíthető meg.

## Nevének eredete
Nevét arról a hegyről kapta, amelyen települt. Ennek neve a román secul ('száraz') szóból származik. Korábban Kuptore településsel Kuptoreszekul (románul: Cuptoare-Secul) néven egy községet alkotott. Az egyesített község nevét 1907-ben Kemenceszékre magyarosították, és 1911–1918-ban hivatalosan ezt a nevet viselte. 1968-ban az addigi községet mint két külön falut csatolták Resicabányához.

## Története
Helyén 1771 után fedezték föl a széntelepet, amelynek kitermelését 1795-ben kezdték meg. A bányák mellett kialakult településre az első száz évben stájerországi, dél-tiroli, csehországi és szepességi németek, újmoldovai románok és szlovákok települtek be. Krassó, 1881-től Krassó-Szörény vármegyéhez tartozott. 1806-ban Resicától Ferencfalváig jó minőségű utat építettek ki. 1861-ben közigazgatásilag egyesítették Kuptoréval. 1870-ig a bányászat haszonbérlők kezén volt. A széntelep intenzív feltárása 1870-ben indult meg, amikor maga a terület tulajdonosa, a StEG épített aknákat. A bányászok számára új házhelyeket mért fel, számukra templomot, (1898-tól magyar tannyelvű) iskolát, közfürdőt és orvosi rendelőt létesített. 1872–73-ban Resica és Székul között megépült az iparvasút, amelyen a szenet szállították a resicai üzemekbe. 1894-ben négy aknája volt, de csak egyet használtak. Évente átlagosan 57 ezer tonna szenet termeltek ki. A berzavai tározók és vízerőmű üzembe helyezése után, már 1916-ban bevezették a faluba az elektromos áramot. 1919-től iskolájában román és német tagozat működött, utóbbi 1960-ig. 1944–45 telén német bányászait a Szovjetunióba hurcolták kényszermunkára. Később a legtöbben Németországba emigráltak. 1950-ben Kuptoréból ide helyezték át a községházát. 1963-ban adták át a 106 hektáros felületű Székuli-víztározót, amelynek fő feladata, hogy Resicát vízzel lássa el. 1968-ban a községet megszüntették, és a falut Resicabányához csatolták. A németek távozása után, 1992-ben sok cigánycsalád is betelepült.
2002-ben 485 lakosa közül 341 vallotta magát román, 103 német, 27 magyar és 10 cigány nemzetiségűnek; 290 volt ortodox, 152 római katolikus és 29 pünkösdista vallású.

## Látnivalók

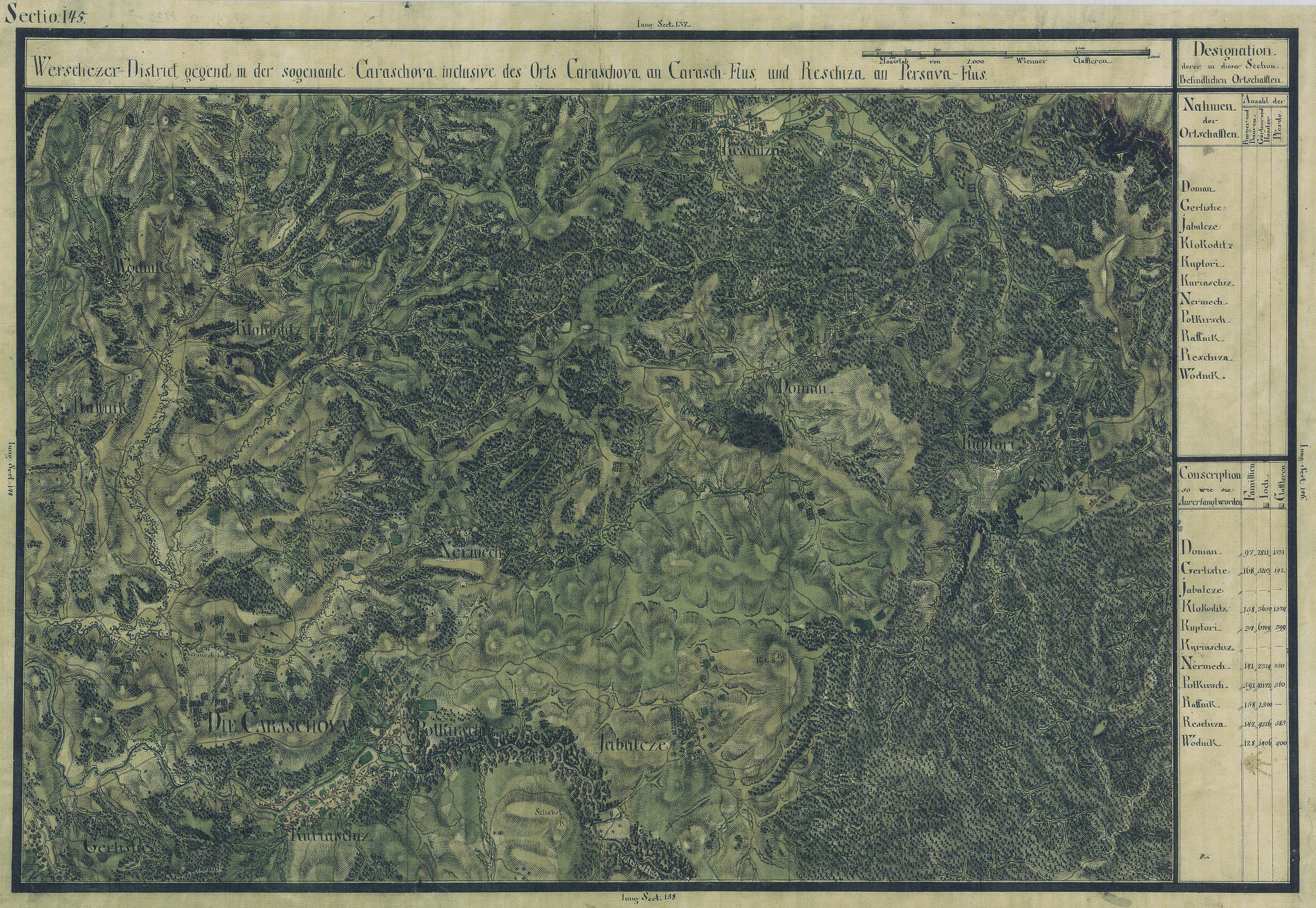
Székul-Secu egy régi térképen

- Római katolikus temploma 1865–78-ban, a vasúttársaság költségén épült. 1890-ben két ablakát a Szentháromságot és a templom védőszentjét, Szent Borbálát ábrázoló üvegablakokra cserélték.

## Híres emberek
- Az 1860-as években a bánya igazgatója volt Zsigmondy Vilmos.